# Stéganalyse
La stéganalyse est l'ensemble des techniques destinées à découvrir un message caché dans un média (image, vidéo, son, texte...). Elle est à la stéganographie ce que la cryptanalyse est à la cryptographie.

## Objectifs et méthodes
Le but de la stéganalyse est de déceler la présence d'un message dissimulé dans un média numérique, afin soit d'en prendre connaissance, soit d'empêcher sa transmission. Empruntant au vocabulaire de la cryptanalyse, on parle d'attaque passive quand il s'agit seulement de déceler un message caché, d'attaque active quand on a pour but de détruire l'information ou la rendre inintelligible. La stéganalyse sert aussi à éprouver l'efficacité des techniques stéganographiques. Le message caché peut en outre être chiffré. La stéganalyse devra alors s'appuyer sur la cryptanalyse afin de décrypter le message.
La stéganalyse a recours principalement à deux méthodes.
- Méthode à base de signature : on cherche à détecter une propriété particulière à un outil utilisé pour cacher le message, et qui laisse une trace spécifique. Il peut s'agir, par exemple, de déceler, dans une image, des valeurs aberrantes. Un logiciel de stéganographie performant ne devrait, idéalement, pas laisser de trace. Il s'agit donc d'exploiter les failles de ces outils. La méthode suppose la connaissance de chacun de ces outils, de leurs différentes versions et des failles associées[1]. Par exemple, une ancienne version du logiciel Hide and Seek ne traitait que des images d'une certaine taille. Si l'image était plus petite que la taille requise, il ajoutait des pixels ; si elle était plus grande, il la recadrait[2]. D'autres outils procèdent par manipulation de la palette des couleurs. Un nombre anormal de pixels noirs peut alors être un indice que le média a été altéré.
- Méthode statistique. Elle suppose la connaissance préalable de propriétés statistiques caractéristiques, que l'on essaie ensuite de retrouver. Le but est de déceler des anomalies statistiques dans le médium de couverture (hôte), indices d'une altération de ce dernier. La technique repose sur la modélisation des médias de couverture pour les comparer aux médias stéganographiés. On comparera par exemple les histogrammes de deux images pour détecter la modification de certains pixels. La stéganographie par substitution des bits de poids faible ou LSBR crée un histogramme caractéristique[1].
- Le machine-learning améliore l'efficacité de la méthode statistique. Le deep-learning par réseau de neurones a commencé à être appliqué à la stéganalyse en 2015. Le réseau Yedroudj-Net est un réseau neuronal convolutif (CNN) destiné à la stéganalyse créé en 2018[3]. Il comporte trois modules : pré-traitement, convolution et classification. SRNet, mis en ligne également en 2018, est un CNN destiné à l'analyse d'images au format JPEG.

Les études menées ont porté principalement sur des images en niveaux de gris. L'analyse d'images en couleur est encore peu explorée. En outre, les banques d'images utilisées pour l'apprentissage automatique privilégient les images issues d'appareils reflex et négligent les smartphones. L'adéquation des modèles théoriques vis-à-vis des conditions réelles peut donc encore être améliorée. La stéganographie « par lots », où le message est réparti dans plusieurs images, pose un problème plus délicat.

## Outils
La société WetStone Tech a développé en 1998 S-DART (« Steganography Detection And Recovery Toolkit »).
StegSpy, développé en langage Perl par Spy Hunter, détecte la stéganographie et permet d'identifier l'outil utilisé. C'est un logiciel à base de signatures.
StegoHunt de WetStone Tech, pour Windows, détecte par signatures et par analyse statistique.
StegDetect, pour Linux, n'est plus maintenu.
StegSecret est un outil open source.
Hidden data detector est un freeware - sous copyright de son éditeur Digital Confidence.
Le projet UNCOVER vise à rendre l'Europe indépendante des outils commerciaux.